# Белтон (Мисури)
Белтон (енгл. Belton) град је у америчкој савезној држави Мисури.

## Демографија
По попису из 2010. године број становника је 23.116, што је 1.386 (6,4%) становника више него 2000. године.
| Група             | 2000.          | 2010.          |
| Белци             | 19.516 (89,8%) | 18.957 (82,0%) |
| Афроамериканци    | 621 (2,9%)     | 1.383 (6,0%)   |
| Азијати           | 128 (0,6%)     | 197 (0,9%)     |
| Хиспаноамериканци | 1.017 (4,7%)   | 1.874 (8,1%)   |
| Укупно            | 21.730         | 23.116         |